# Szűzbogárfélék
A szűzbogárfélék (Micromalthidae) a rovarok (Insecta) osztályában a bogarak (Coleoptera) rendjébe, azon belül az Archostemata alrendjébe tartozó család.

## Rendszerezés
Egy fajt sorolnak a családba:
Micromalthus debilis (LeConte, 1878)

## Fordítás
- Ez a szócikk részben vagy egészben  a   Micromalthidae című norvég Wikipédia-szócikk fordításán alapul.  Az eredeti cikk szerkesztőit annak laptörténete sorolja fel. Ez a jelzés csupán a megfogalmazás eredetét és a szerzői jogokat jelzi, nem szolgál a cikkben szereplő információk forrásmegjelöléseként.